# 回声 (神话)

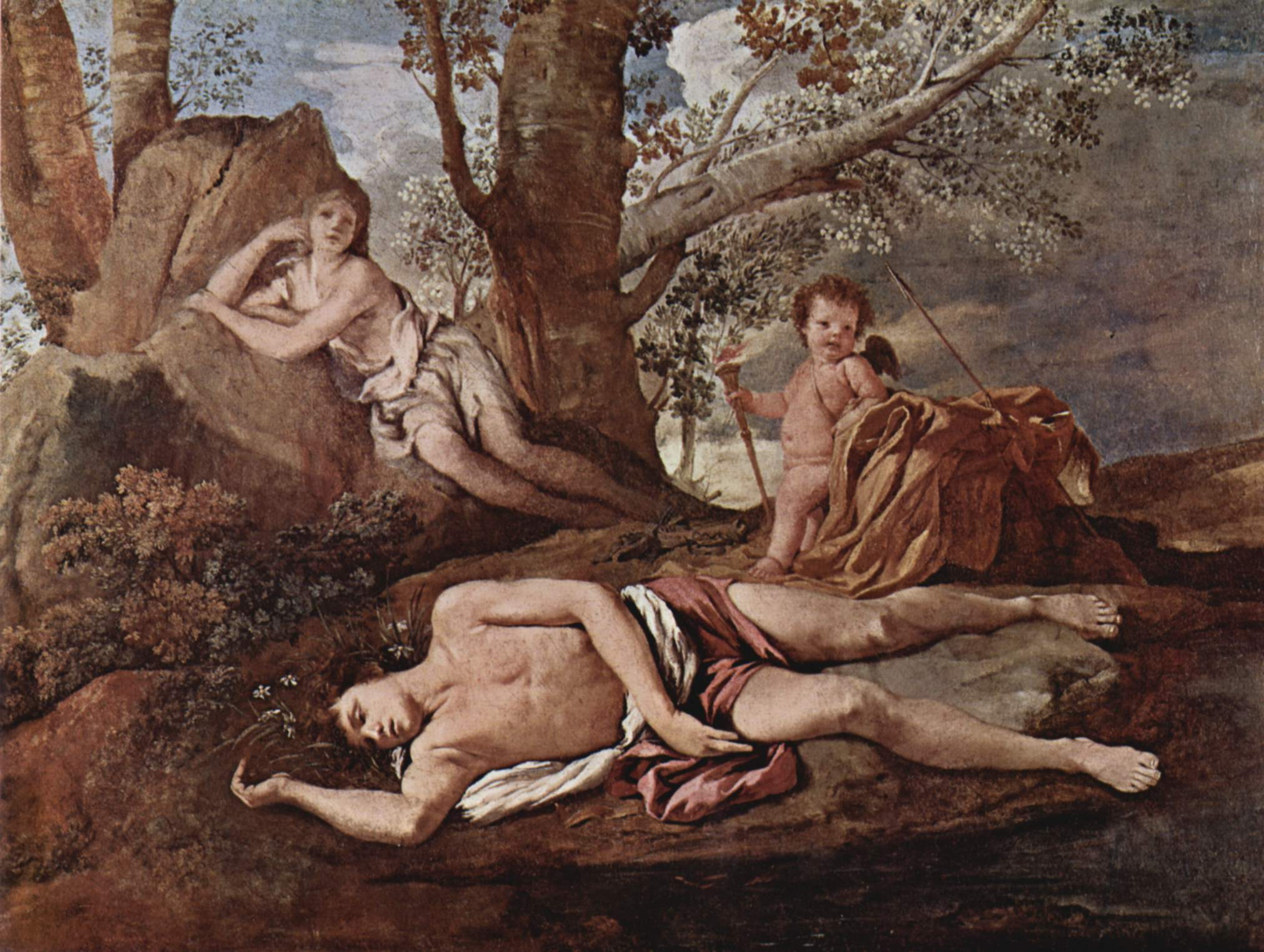
《回声女神与納西瑟斯》为尼古拉斯·普桑所作的油画。美少年納西瑟斯生性孤僻，回声女神厄科向她求爱，却被遭到拒绝。爱神便对納西瑟斯进行惩罚，让他爱恋自己在水中的倒影。納西瑟斯死后便化身为水仙花。

厄科（字面意思为“回声”）是古希腊神话中的一位掌管赫利孔山的山岳神女。她爱在山林中打猎嬉戏，所以山谷中都在回荡着她的倩影和银铃般的欢笑声。伶牙俐齿的她深得智慧女神雅典娜的宠信，还经常和雅典娜一同出猎和游玩。不过厄科有个不好的毛病，就是总爱多嘴多舌，爱接别人的话茬，有时甚至还会挑弄是非。

## 神话故事
《变形记》中记载。有一次，天后赫拉发现自己的丈夫宙斯不见了，便到处找也找不到，她便怀疑丈夫肯定在和哪个水泽神女在私会，便去水泽神女那里找他。厄科便用绵长的闲话牵制住赫拉，而使和宙斯私会的那个水泽女神趁机逃脱。当真相大白后，赫拉便对厄科作出了残酷的判决，使她丧失了说话的能力，并让她永远也不能表达自己的本意，直到她遇到心爱的人的出现才能应声。不过厄科遇到的人也不少，但就是没有她喜欢的。所以她一直在等待着，坚信自己喜欢的人一定会出现。
终于有一天，厄科遇到了他所心爱的人—风度翩翩的英俊少年納西瑟斯，她一见他便倾心于他，但厄科却无法表达对他的爱意，随后则被納西瑟斯误解而愤愤离开。从此，厄科就在岩洞与峭壁之间徘徊。在伤心之下，她最终耗尽形体，化为了山岩。但她的声音却依然存在。只要有人呼唤，她总会回应。她始终保持着原来应声的习惯，重复着简单的应声。